# Бойд (озеро)
 Бойд  (англ. Boyd Lake) — озеро в Северо-Западных территориях в Канаде.

## География
Озеро расположено в юго-восточной части территории, восточнее озера Файрдрейк и севернее озера Уолдайа. Через озеро протекает река Дубонт, которая является правым притоком реки Телон (бассейн Гудзонова залива).